# Пёс (оглала)
Пёс (англ. He Dog, лакота Šúŋka Bloká (Шунка Блока); ок. 1840 — 1936) — один из лидеров племени оглала, входившего в союз семи племён лакота, близкий друг вождя Неистового Коня и племянник верховного вождя оглала Красного Облака

## Биография
Пёс родился весной 1840 года в верховьях реки Шайенн близ Блэк-Хилса. Его отцом был Чёрный Камень, предводитель общины оглала, матерью — Синий День, сестра Красного Облака. К 1860-м годам Пёс, вместе со своими братьями, сформировал небольшую группу оглала, известную как Чанкаухан, которая была тесно связана с общиной итешича, вождём которой был Красное Облако.
Когда началась Война за Чёрные Холмы Пёс участвовал в сражениях против американской армии. В начале марта 1876 года он женился и вместе со своей группой, насчитывающей 10 типи, остановился в лагере северных шайеннов у реки Паудер. Утром 17 марта американские солдаты под командованием Джозефа Рейнолдса атаковали индейское селение. Захватив лагерь, полковник приказал уничтожить всё индейское имущество. Если бы не внезапная атака Рейнолдса, то шайенны и оглала вернулись бы весной в резервацию, но потеряв все запасы продовольствия и двух человек убитыми, они присоединились к лидеру лакота Неистовому Коню.
В течение лета 1876 года Пёс принимал участие в битвах при Роузбад и у Литл-Бигхорна. Позднее, в сентябре 1876 года, он сражался при Слим-Бьюттс, а в январе 1877 года в Волчьих горах. В мае 1877 года Пёс, вместе с Неистовым Конём, сдался американским властям. После убийства Неистового Коня он ездил Вашингтон, где встречался с президентом США.
Зимой 1877—1878 годов бежал из резервации вместе с членами своей группы. Пёс отправился в Канаду, где присоединился к Сидящему Быку. Через два года он, вместе с большинством оглала, сдался в форте Кио, а весной 1882 года был переведён в Пайн-Ридж.
В 1891 году Пёс, вместе с делегацией сиу, снова посетил Вашингтон. Позднее он служил судьёй в суде по индейским правонарушениям и остаток жизни провёл в резервации оглала, был опрошен рядом историков и писателей, включая Уолтера Мейсона Кэмпа, Элеонор Хинмен и Мэри Сандоз. Пёс умер в 1936 году в Пайн-Ридже.